# Axeman of New Orleans
Axeman of New Orleans (dt.: ‚Axtmann von New Orleans‘) ist das von der Presse verliehene Pseudonym eines nie mit Sicherheit ermittelten Serienmörders (oder mehrerer zusammenwirkender Personen). Die Mordserie fand in New Orleans zwischen 1911 und 1919 statt, zwischen 1911 und 1918 gab es eine lange Pause. Nach 1919 wurden keine Taten bekannt, die der Serie zuzuordnen sind.

## Vorgehensweise
Die Taten waren dadurch gekennzeichnet, dass die Überfälle nachts stattfanden, wenn die Opfer im Bett lagen. Der oder die Täter drangen in die Häuser der Opfer ein, indem sie in der Regel ein Brett aus der Hintertür entfernten. Dann begaben sich der oder die Täter in die Schlafzimmer der Opfer und schlugen mit einer Axt – und in einem Fall einem Beil – auf den Kopf der Opfer ein. Es wurden keine Gegenstände geraubt. Die Axt wurde oft am Tatort oder in unmittelbarer Nähe zurückgelassen.

## Morde
Insgesamt zeigte die Auswahl der Opfer keine erkennbaren Muster.
Dem Täter wedern folgenden Taten zugeschrieben:
- 1911 wurde ein Lebensmittelhändler namens Cruti mit einer Axt ermordet in seinem Bett gefunden. Es wurde auch das Ehepaar Rosetti erschlagen in seinem Bett aufgefunden. Der Ehemann war Lebensmittelhändler. Weiterhin wurden 1911 der Lebensmittelhändler Toni Schiambra und seine Frau mit einer Axt erschlagen in ihrem Bett aufgefunden. Diese Opfer waren alle italienischstämmige Lebensmittelhändler, weshalb zunächst der Verdacht bestand, dass es sich um Morde der Mafia im Zusammenhang mit Schutzgelderpressungen handeln könnte. Später wurden jedoch auch andere Personen Opfer.

- Am 22. Mai 1918 wurde das Ehepaar Joseph und Catharina Maggio in seinem Schlafzimmer erschlagen, die Kehlen wurden mit einem Rasiermesser durchschnitten.
- Am 6. oder 28. Juni 1918 wurden der polnischstämmige Lebensmittelhändler Louis Besumer und seine neben ihm schlafende Lebensgefährtin Anna Harriet Lowe angegriffen. Besemer überlebte mit Kopfverletzungen, hatte aber keine konkreten Erinnerungen an die Tat. Auch seine Lebensgefährtin konnte keine hilfreichen Angaben machen und verstarb im Krankenhaus.
- Am 5. August 1918 fand der Geschäftsmann Edward Schneider beim Heimkommen seine hochschwangere Frau mit schweren Kopfverletzungen vor. Sie konnte sich nur an eine dunkle Gestalt erinnern. Sie überlebte und gebar am 10. August eine Tochter.
- Am 10. August 1918 wachten Mary und Pauline Bruno von Schreien im Zimmer ihres Onkels, des Friseurs Joseph Romano, auf. Sie sahen noch eine große dunkle Gestalt fliehen, der Onkel war erschlagen worden.

- Am 10. März 1919 wurde Charles Cortimiglia tot in seinem Bett von Nachbarn aufgefunden, seine Frau Rosie war schwer verwundet, die gemeinsame zweijährige Tochter ebenfalls ermordet.
- Am 10. August 1919 wurde der italienische Lebensmittelhändler Steve Boca im Schlaf angegriffen. Er überlebte schwer verletzt, erinnerte sich aber nur an eine dunkle Gestalt und die Axt.
- Am 3. September 1919 wurde Sarah Laumann im Bett erschlagen aufgefunden. Der Täter hatte sich diesmal durch ein geöffnetes Fenster Zutritt verschafft.
- Am 27. Oktober 1919 wurde Mike Pepitone erschlagen. Seine Frau, die in einem anderen Zimmer schlief, gab an, nach der Tat zwei Männer gesehen zu haben, die aus dem Zimmer ihres Mannes geflüchtet seien.

## Theorien zur Täterschaft
Der oder die Täter konnten bis heute nicht mit Sicherheit ermittelt werden. Zur Täterschaft gab es folgende Theorien und Gerüchte:

### Organisiertes Verbrechen
Die erste Theorie lautete, dass es sich um Taten der Mafia oder der Black Hand Gang im Zusammenhang mit Schutzgelderpressung gegen Lebensmittelhändler handelte. Dagegen spricht zum einen, dass es sich nicht nur um Opfer italienischer Herkunft und nicht immer um Lebensmittelhändler handelte, zum anderen, dass sich unter den Opfern auch Frauen und Kinder befanden und die damalige Mafia es vermied, Frauen und Kinder zu töten. Außerdem gab es zur damaligen Zeit keine Mafia-Organisation in New Orleans.

### Joseph Mumfre
Mrs. Pepitone, die Ehefrau des letzten Opfers, glaubte in einem gewissen Joseph Mumfre den Mann erkannt zu haben, der am 27. Oktober das Zimmer ihres Mannes verließ. Mumfre lebte in New Orleans und zog kurz nach dem Mord an Mike Pepitone nach Los Angeles. Zwischen 1911 und 1918 sowie zwischen der letzten Tat 1918 und der ersten 1919 hatte er Gefängnisstrafen verbüßt, was die Unterbrechung der Mordserie erklären würde. Weitere Beweise für die Täterschaft von Joseph Mumfre wurden nicht gefunden. Mrs. Pepitone verfolgte Mumfre nach Los Angeles und tötete ihn 2. Dezember 1920 auf offener Straße in Los Angeles. Sie verbüßte dafür eine dreijährige Haftstrafe.

## Künstlerische Darstellung
Bis heute inspirieren die nie aufgeklärten Taten Musiker, Zeichner, Filmemacher und Literaten. Joseph John Davilla komponierte kurz nach der Mordserie den Song The mysterious Axman´s Jazz (Don´t Scare Me Papa). Der Axtmann tauchte auch in der TV-Serie American Horror Story auf. Der britische Schriftsteller Ray Celestin nahm den historischen Fall zur Grundlage seines Kriminalromans Höllenjazz in New Orleans (engl. The Axeman's Jazz), in dem der junge Louis Armstrong die Fährte des Mörders aufnimmt. Er erschien erstmals 2014 und liegt auch in deutscher Übersetzung vor.